# Салафіти
Салафіти — адепти релігійного спрямування салафізму. Напрямок салафізму є радикальною течією ісламу. Їх називають мусульманськими пуританами.

## Основні принципи
Ультраконсервативний напрям в ісламі представляють салафіти і відхиляють будь-які спроби модернізації релігії. Вони закликають мусульман очистити іслам від будь-яких нововведень, привнесених різними народами та викликаних контактами із Заходом тобто повернутися «до чистої віри прабатьків».

## Салафія
Салафія (від арабського «предки») сповідує «істинно правильний» спосіб життя та ідеали мусульманської общини, яка живе за законами шаріату, не визнає рівноправ'я між чоловіком та жінкою.Термін «салафія» перекладається приблизно як «попередник». Салафізм можна назвати спрощеним, гранично прямим варіантом мусульманських догм, звільнених від туманних алегоричних тлумачень Корану і західних віянь, в різний час просочилися в ісламський світ.
В даний час всередині салафізм йде поділ на радикалів: помірних і справжніх. Крім того, є напрямки, які самі салафіти називають відпалими. Вони часто йдуть шляхами вахабізму, тому їх розглядають як ідентичні фракції.